# Торн, Род
Родни Кинг «Род» Торн (англ. Rodney King "Rod" Thorn; родился 23 мая 1941 года, Принстон, Западная Виргиния) — американский профессиональный баскетболист и тренер. Член Зала славы баскетбола с 2018 года.

## Карьера игрока
Играл на позиции атакующего защитника и разыгрывающего защитника. Учился в Университете Западной Виргинии, в 1963 году был выбран на драфте НБА под 2-м номером командой «Балтимор Буллетс». Позже выступал за команды «Детройт Пистонс», «Сент-Луис Хокс» и «Сиэтл Суперсоникс». Всего в НБА провёл 8 сезонов. Включался в 1-ю сборную новичков НБА (1964). Два года подряд включался во 2-ю всеамериканскую сборную NCAA (1962—1963). В 1962 году признавался баскетболистом года среди студентов конференции Southern. Всего за карьеру в НБА сыграл 466 игр, в которых набрал 5012 очков (в среднем 10,8 за игру), сделал 1463 подбора и 1214 передач.

## Тренерская карьера
После завершения профессиональной карьеры игрока Торн тренировал команды «Спиритс оф Сент-Луис» (АБА) (1975—1976) и «Чикаго Буллз» (1981—1982), но без особого успеха. В 2002 году был признан менеджером года за то, что команда «Нью-Джерси Нетс», менеджером которой он был, дошла до финала НБА, где проиграла «Лос-Анджелес Лейкерс».

## Статистика

### Статистика в НБА
| Сезон                                                                                    | Команда        | Регулярный сезон | Регулярный сезон | Регулярный сезон | Регулярный сезон | Регулярный сезон | Регулярный сезон | Регулярный сезон | Регулярный сезон | Регулярный сезон | Регулярный сезон | Регулярный сезон | Серия плей-офф | Серия плей-офф | Серия плей-офф | Серия плей-офф | Серия плей-офф | Серия плей-офф | Серия плей-офф | Серия плей-офф | Серия плей-офф | Серия плей-офф | Серия плей-офф |
| Сезон                                                                                    | Команда        | GP               | GS               | MPG              | FG%              | 3P%              | FT%              | RPG              | APG              | SPG              | BPG              | PPG              | GP             | GS             | MPG            | FG%            | 3P%            | FT%            | RPG            | APG            | SPG            | BPG            | PPG            |
| ---------------------------------------------------------------------------------------- | -------------- | ---------------- | ---------------- | ---------------- | ---------------- | ---------------- | ---------------- | ---------------- | ---------------- | ---------------- | ---------------- | ---------------- | -------------- | -------------- | -------------- | -------------- | -------------- | -------------- | -------------- | -------------- | -------------- | -------------- | -------------- |
| 1963/64                                                                                  | Балтимор       | 75               |                  | 34,6             | 40,5             |                  | 73,1             | 4,8              | 3,7              |                  |                  | 14,4             | Не участвовал  | Не участвовал  | Не участвовал  | Не участвовал  | Не участвовал  | Не участвовал  | Не участвовал  | Не участвовал  | Не участвовал  | Не участвовал  | Не участвовал  |
| 1964/65                                                                                  | Детройт        | 74               |                  | 23,9             | 42,7             |                  | 72,4             | 3,6              | 2,2              |                  |                  | 11,0             | Не участвовал  | Не участвовал  | Не участвовал  | Не участвовал  | Не участвовал  | Не участвовал  | Не участвовал  | Не участвовал  | Не участвовал  | Не участвовал  | Не участвовал  |
| 1965/66                                                                                  | Детройт        | 27               |                  | 30,2             | 41,7             |                  | 73,2             | 3,7              | 2,4              |                  |                  | 13,9             | Не участвовал  | Не участвовал  | Не участвовал  | Не участвовал  | Не участвовал  | Не участвовал  | Не участвовал  | Не участвовал  | Не участвовал  | Не участвовал  | Не участвовал  |
| 1965/66                                                                                  | Сент-Луис Хокс | 46               |                  | 20,1             | 42,3             |                  | 69,0             | 2,4              | 1,8              |                  |                  | 8,8              | 10             |                | 11,9           | 30,8           |                | 77,8           | 1,7            | 1,0            |                |                | 3,8            |
| 1966/67                                                                                  | Сент-Луис Хокс | 67               |                  | 17,4             | 44,5             |                  | 72,7             | 2,4              | 1,8              |                  |                  | 8,8              | 9              |                | 17,3           | 42,9           |                | 92,6           | 3,1            | 1,2            |                |                | 10,1           |
| 1967/68                                                                                  | Сиэтл          | 66               |                  | 25,3             | 45,1             |                  | 73,7             | 4,0              | 3,5              |                  |                  | 15,2             | Не участвовал  | Не участвовал  | Не участвовал  | Не участвовал  | Не участвовал  | Не участвовал  | Не участвовал  | Не участвовал  | Не участвовал  | Не участвовал  | Не участвовал  |
| 1968/69                                                                                  | Сиэтл          | 29               |                  | 19,6             | 46,3             |                  | 73,2             | 2,9              | 2,8              |                  |                  | 11,5             | Не участвовал  | Не участвовал  | Не участвовал  | Не участвовал  | Не участвовал  | Не участвовал  | Не участвовал  | Не участвовал  | Не участвовал  | Не участвовал  | Не участвовал  |
| 1969/70                                                                                  | Сиэтл          | 19               |                  | 5,5              | 44,4             |                  | 62,5             | 0,8              | 0,9              |                  |                  | 2,9              | Не участвовал  | Не участвовал  | Не участвовал  | Не участвовал  | Не участвовал  | Не участвовал  | Не участвовал  | Не участвовал  | Не участвовал  | Не участвовал  | Не участвовал  |
| 1970/71                                                                                  | Сиэтл          | 63               |                  | 12,2             | 47,2             |                  | 67,6             | 1,6              | 2,9              |                  |                  | 5,6              | Не участвовал  | Не участвовал  | Не участвовал  | Не участвовал  | Не участвовал  | Не участвовал  | Не участвовал  | Не участвовал  | Не участвовал  | Не участвовал  | Не участвовал  |
|                                                                                          | Всего          | 466              |                  | 22,3             | 43,3             |                  | 72,3             | 3,1              | 2,6              |                  |                  | 10,8             | 19             |                | 14,5           | 38,8           |                | 86,7           | 2,4            | 1,1            |                |                | 6,8            |
| Наведите курсор мыши на аббревиатуры в заголовке таблицы, чтобы прочесть их расшифровку. |                |                  |                  |                  |                  |                  |                  |                  |                  |                  |                  |                  |                |                |                |                |                |                |                |                |                |                |                |